# Реда (Германия)
Вижте пояснителната страница за други значения на Реда.
Реда (на немски: Rheda) е бивш (до края на 1969 г.) самостоятелен град в Северен Рейн-Вестфалия, Германия, днес част от град Реда-Виденбрюк.
На 1 януари 1970 г. е обединен с град Виденбрюк и общините Нордреда-Емс, Ст. Вит, Батенхорст и Линтел в новия град Реда-Виденбрюк. Реда има 21 145 жители (на 1 януари 2004) и площ от 27,06 км².
Реда е споменат в документ през 1085 г. най-късно 1088 г. От 1170 до 1807/1815 г. замъкът, по-късният дворец Реда е резиденция на Господство Реда.